# Akustyka okrętowa
Akustyka okrętowa obejmuje przede wszystkim część akustyczną zagadnień z tematu tzw. wibroakustyki, czyli dziedziny, która w przypadku tematyki okrętowej bada i opisuje źródła, emisję i propagację drgań i hałasów, dla sprężystej konstrukcji kadłuba statku.
Źródła takich drgań i hałasów to przede wszystkim silniki spalinowe i elektryczne, generatory prądu, pędniki okrętowe (śruby napędowe i stery strumieniowe) oraz urządzenia dodatkowe takie jak rozmaite kompresory, układy wentylacyjne i klimatyzacyjne, układy wydechowe silników spalinowych i inne.
Akustyka okrętowa to również zagadnienia z dziedziny hydrografii (akustycznego badania środowiska wodnego w otoczeniu statku, rozpoznawania przeszkód i obiektów oraz tworzenie map dna morskiego) i szerzej zakreślonej hydroakustyki, w tym np. badanie hałasu kawitacyjnego powstającego podczas pracy śruby napędowej czy steru strumieniowego.

## Hałasy na statkach
Ponieważ od wielu lat obowiązują odpowiednie międzynarodowe przepisy dotyczące limitów hałasów w pomieszczeniach mieszkalnych i siłowniach statków (patrz np. przepisy IMO), a także pewne obostrzenia względem hałasu środowiskowego jaki wytwarza statek stojący w porcie, czy przepływający przez cieśniny i kanały portowe, samoczynnie rozwinęła się więc gałąź akustyki badająca szczegółowo hałasy na statkach i możliwości ich redukcji.
Hałas powstający na statku ze względu na jego naturę można podzielić na dwa rodzaje:
1. hałas materiałowy – pochodzący od drgań urządzeń oraz stalowej konstrukcji statku, do której są zamontowane, a emitowany np. przez ścianki, podłogi i sufity w pomieszczeniach mieszkalnych, nawet wiele pokładów dalej
2. hałas powietrzny – wynikający z drgań cząsteczek powietrza i powstający głównie w pomieszczeniu, w którym znajduje się jego źródło, ewentualnie przedostający się do pomieszczeń sąsiednich lub też wraz z powietrzem i spalinami rozchodzący się wzdłuż kanałów wentylacyjnych, wydechowych itp.

Hałas na statku to dwa ważne aspekty badań. Pierwszy z nich bada możliwości redukcji hałasu pod kątem zwiększenia komfortu pasażerów, zapewnienia należytych warunków do pracy i wypoczynku dla załogi oraz podnoszący kwestię zapobiegania uszkodzeniom słuchu. Drugi aspekt, nie mniej ważny, to zagadnienia wibroakustyczne, opisujące w poważnym stopniu wytrzymałość konstrukcyjną statku, jako całego układu elementów konstrukcyjnych, niebezpieczeństwo powstawania drgań rezonansowych i związanych z nimi hałasów, a także zajmujące się diagnostyką pojedynczych urządzeń w tym wykrywaniem wadliwie (hałaśliwie) pracujących układów mechanicznych, co stanowi priorytetowe zagadnienie w kontekście bezpieczeństwa na morzu.